# Ima (album)
Ima je debutové album od amerického producenta Briana Wayna Transeau, také známého jako BT. Bylo vydáno roku 1995, na prvním CD je 9 skladeb a na druhém 4. Název „Ima“ znamená japonsky "Teď".

## Seznam skladeb

### CD 1
1. "Nocturnal Transmission" – 8:37
2. "Quark" – 6:28
3. "Tripping the Light Fantastic" – 6:44
4. "Embracing the Future" – 5:16
5. "Deeper Sunshine" – 7:00
6. "Loving You More (BT's Garden of Ima Dub)" – 9:31
7. "Loving You More (BT's Final Spiritual Journey)" – 3:29
8. "Poseidon" – 8:58
9. "Embracing the Sunshine" – 10:57

### CD 2
1. "Blue Skies" – 5:04
2. "The Delphinium Days Mix" – 12:52
3. "Sasha's Voyage of Ima" – 42:45
4. "Divinity" – 10:58